# Johannes Erm
Johannes Erm (Tartu, 26 de marzo de 1998) es un deportista estonio que compite en atletismo, especialista en las pruebas de heptatlón y decatlón.
Ganó dos medallas en el Campeonato Mundial de Atletismo en Pista Cubierta, en los años 2024 y 2025, y una medalla de oro en el Campeonato Europeo de Atletismo de 2024.
Participó en dos Juegos Olímpicos de Verano, ocupando el undécimo lugar en Tokio 2020 y el sexto en París 2024, en la prueba de decatlón.

## Palmarés internacional
| Campeonato Mundial en Pista Cubierta | Campeonato Mundial en Pista Cubierta | Campeonato Mundial en Pista Cubierta | Campeonato Mundial en Pista Cubierta |
| Año                                  | Lugar                                | Medalla                              | Prueba                               |
| ------------------------------------ | ------------------------------------ | ------------------------------------ | ------------------------------------ |
| 2024                                 | Glasgow (Reino Unido)                | Medalla de bronce                    | Heptatlón                            |
| 2025                                 | Nankín (China)                       | Medalla de plata                     | Heptatlón                            |
| Campeonato Europeo                   |                                      |                                      |                                      |
| Año                                  | Lugar                                | Medalla                              | Prueba                               |
| 2024                                 | Roma (Italia)                        | Medalla de oro                       | Decatlón                             |